# Тороп, Владислав Леонидович
Владисла́в Леони́дович То́роп (род. 7 ноября 2003, Москва) — российский футболист, вратарь московского ЦСКА.

## Клубная карьера

### Привлечения к основному составу
Воспитанник московского ЦСКА. Несмотря на отсутствие опыта в молодежном первенстве, летом 2019 года Тороп начал тренироваться с основным составом ЦСКА.
19 августа 2019 года, в возрасте 15 лет, Тороп был включен в заявку ЦСКА на матч 6-го тура Чемпионата России сезона 2019/20 против московского «Спартака» (2:1). Спустя месяц он попал в заявку ЦСКА на игры группового этапа Лиги Европы. 30 декабря 2019 года Тороп подписал свой первый контракт с клубом до конца 2022 года.
22 сентября 2020 года продлил контракт с ЦСКА до конца сезона 2022/23.

### Сезон 2021/22
23 сентября 2021 года в матче Кубка России против ижевского «Зенита» (4:0) дебютировал за ЦСКА в возрасте 17 лет 320 дней, тем самым став самым молодым вратарем, отыгравшим свой первый матч в Кубке России без пропущенных голов. 
Владислав Тороп о своём дебюте за ПФК ЦСКА: «Горд дебютировать за такой великий клуб, как ЦСКА. Спасибо тренерскому штабу за оказанное доверие. Спасибо всем за поздравления».
26 октября принял участие в матче Кубка России против липецкого «Металлурга» (2:0). За 20 минут до конца встречи Тороп получил повреждение пальца, на 73-минута матча был заменён, вместо него вышел 19-летний Данила Боков.
30 декабря 2021 года Владислав Тороп продлил контракт с ЦСКА до конца сезона 2025/26.
7 мая 2022 года из-за травмы Игоря Акинфеева в матче 28-го тура Чемпионата России против «Сочи» (0:1) дебютировал за ЦСКА в РПЛ, выйдя в стартовом составе.

### Сезон 2022/23
31 сентября 2022 года принял участие в кубковом матче против московского «Торпедо» (2:0), отыграв на ноль. 22 ноября в матче Кубка России против «Урала» (0:0 в основное время, 5:4 в серии пенальти) принял участие в своей первой серии пенальти в карьере. 9 апреля 2023 года в матче Чемпионата России против «Химок» (3:0) провёл свой первый «сухой» матч в рамках Российской Премьер-лиги. По итогам сезона 2022/23 вместе с ЦСКА завоевал серебряные медали Чемпионата России. 11 июня 2023 года стал обладателем Кубка России.

### Сезон 2023/24
В августе 2023 года из-за проблем со здоровьем у Игоря Акинфеева провёл 3 матча подряд в Российской Премьер-лиги. 20 сентября в матче Кубка России против «Сочи» (1:1 в основное время, 4:2 в серии пенальти) принял участие в победной серии пенальти, отразив два удара.
3 апреля 2024 года в принял участие в первом матче 1/4 финала Кубка России против «Балтики» (0:1), тем самым став первым вратарем ЦСКА, отыгравшим 8 матчей в одном розыгрыше Кубка России. Также эта игра стала 8-й «сухой» для Торопа в Кубке России. По этому показателю Владислав догнал Вениамина Мандрыкина.
16 марта в ответном матче 1/4 финал Кубка России против «Балтики» (2:0) провёл 10-й «сухой» официальный матч за в карьере. Также Владислав Тороп стал самым молодым (20 лет 161 день) игроком ЦСКА, отыгравшим 18-й матч в Кубке России. Игорь Акинфеев свой 18-й кубковый матч сыграл в возрасте 20 лет и 316 дней.
20 апреля принял участие в матче 25-го тура Чемпионата России против «Ахмата» (1:2).
15 мая 2024 года в матче Финала Пути РПЛ против «Зенита» (0:0 в основное время, 4:5 в серии пенальти) получил тяжёлое сотрясение мозга, а также двойной перелом лицевой кости.

### Сезон 2024/25
7 июля 2024 года в товарищеском матче против «Партизана» (3:0) впервые после травмы появился на поле, выйдя на замену во втором тайме. 22 октября 2024 года Тороп принял участие в матче группового этапа Кубка России против «Ахмата» (1:0), отыграв на ноль, тем самым войдя в топ-5 вратарей по числу «сухих» матчей за всю историю турнира.
6 ноября 2024 года в первом матче 1/4 финала Кубка России против «Рубина» (0:0) Тороп парировал дебютный пенальти в карьере на клубном уровне.
В марте 2025 года Владислав Тороп установил рекорд Кубка России по продолжительности «сухой» серии (не пропускал в турнире на протяжении 656 минут).
По итогам сезона вместе с ЦСКА завоевал бронзовые медали чемпионата России. 1 июня 2025 года во второй раз стал обладателем Кубка России.

### Сезон 2025/26
4 июня 2025 года продлил контракт с ЦСКА до лета 2030 года. 12 июля 2025 года Тороп стал обладателем Суперкубка России.

## Карьера в сборной
Выступал за юношеские сборные России, а также за молодёжную сборную России. 24 сентября 2022 года в товарищеском матче против сборной Казахстана (до 21) (2:1) дебютировал за молодёжную сборную России, выйдя на замену на второй тайм.
30 августа 2023 года Тороп был вызван в сборную России для участия в учебно-тренировочном сборе в Новогорске. 11 октября в товарищеском матче против сборной Египта (до 23) (2:1) дебютировал за сборную, выйдя в стартовом составе.

## Достижения

### Командные
ЦСКА (Москва)
- Серебряный призёр чемпионата России: 2022/23
- Бронзовый призёр чемпионата России: 2024/25
- Обладатель Кубка России (2): 2022/23, 2024/25
- Обладатель Суперкубка России: 2025

### Личные
- В марте 2025 года установил рекорд Кубка России по продолжительности «сухой» серии (не пропускал на протяжении 656 минут)[37].

## Клубная статистика
| Выступление      | Выступление      | Выступление      | Чемпионат | Чемпионат | Кубки | Кубки | Итого | Итого |
| Клуб             | Лига             | Сезон            | Игры      | Голы      | Игры  | Голы  | Игры  | Голы  |
| ---------------- | ---------------- | ---------------- | --------- | --------- | ----- | ----- | ----- | ----- |
| ЦСКА (Москва)    | Премьер-лига     | 2021/22          | 1         | -1        | 2     | 0     | 3     | -1    |
| ЦСКА (Москва)    | Премьер-лига     | 2022/23          | 1         | 0         | 7     | -5    | 8     | -5    |
| ЦСКА (Москва)    | Премьер-лига     | 2023/24          | 5         | -6        | 11    | -7    | 16    | -13   |
| ЦСКА (Москва)    | Премьер-лига     | 2024/25          | 2         | 0         | 11    | -5    | 13    | -5    |
| ЦСКА (Москва)    | Премьер-лига     | 2025/26          | 0         | 0         | 1     | -1    | 1     | -1    |
| ЦСКА (Москва)    | Итого            | Итого            | 9         | -7        | 32    | -18   | 41    | -25   |
| Всего за карьеру | Всего за карьеру | Всего за карьеру | 9         | -7        | 32    | -18   | 41    | -25   |